# 鎌倉三代記

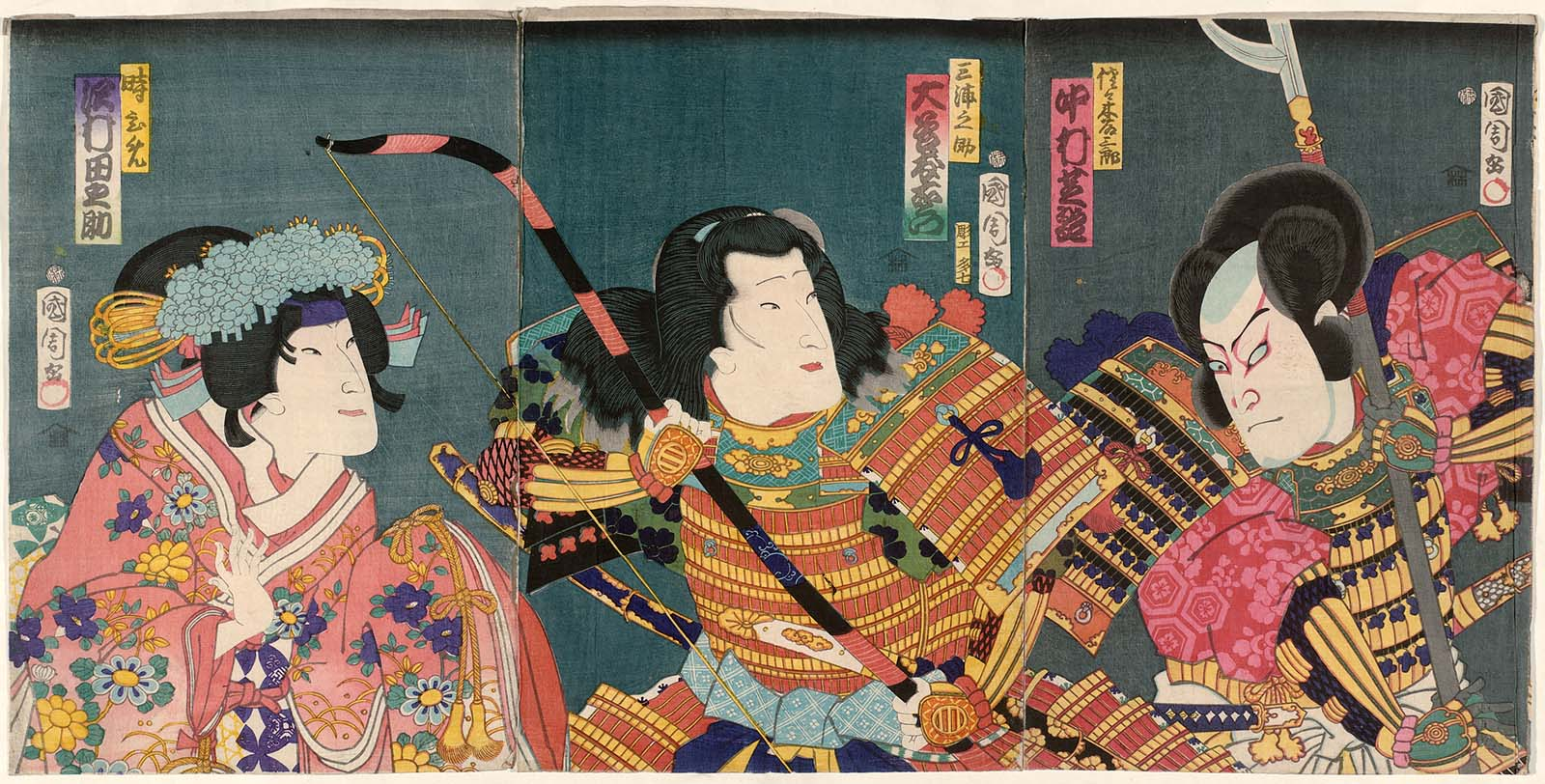
右より、四代目中村芝翫の佐々木高綱、五代目大谷友右衛門の三浦之助、三代目澤村田之助の時姫。慶応元年（1865年）8月、江戸守田座。豊原国周画。

『鎌倉三代記』（かまくらさんだいき）とは、人形浄瑠璃および歌舞伎の演目のひとつ。全十段（もとは全九段）。明和7年（1770年）5月に大坂で初演されたが、この時は『鎌倉三代記』という外題ではなかった。作者については不明であるが近松半二その他と推定されている。現在は七段目にあたる「絹川村閑居」の場のみ上演される。

## あらすじ

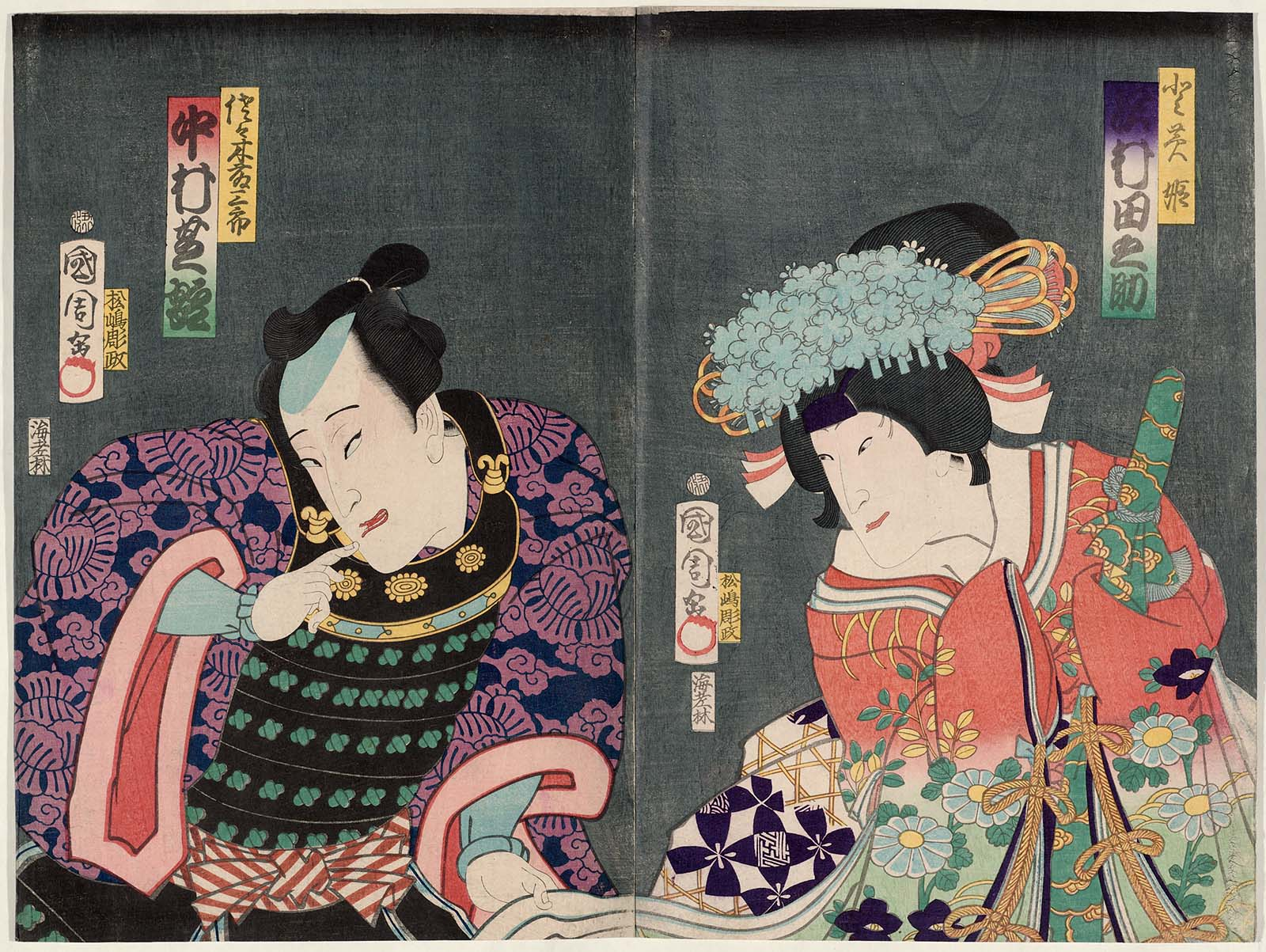
豊原国周画三代目澤村田之助の時姫（右）と四代目中村芝翫の佐々木藤三郎（左）

鎌倉時代のこと、源頼朝亡き後の北条時政は、頼朝の遺児源頼家をないがしろにして幕府の実権を握ろうとし、佐々木高綱や和田義盛、三浦義村ら有力御家人との抗争を繰り広げ、ついには戦となっていた。
（庄野宿陣所の場）庄野宿に置かれた時政の陣所では、近隣に住む百姓の藤三郎が時政の前に引き据えられていた。この男は頼家方の武将佐々木高綱に面体がそっくりで、これこそ高綱が時政を欺く変装であろうと、陪臣の富田六郎に捕らえられ連れて来られたのである。しかし藤三郎は自分はそんな者では無いと抗うので、時政は兼ねて捕らえておいた高綱の妻、篝火を引出し藤三郎に対面させる。すると篝火は籐三郎を見て高綱さまと呼びかけ、「佐々木とも高綱とも云わるる武者が、やみやみと雑兵の手にかかり給いしか」と嘆き泣き、もうこの上はともに時政の手にかかって死のうという。だがその様子を見ていた時政は、「いかに運つきればとて富田ごときの手にかかるべき高綱ではよもあるまじ」と、本来別人である藤三郎を夫と言い立て、高綱の身替りとする計略であろうと見破る。
疑いの晴れた籐三郎であったが、このままではまた高綱と間違えるだろうと、時政はこの場で藤三郎の額に、目印として刺青を入れることにした。藤三郎はもとより、夫のあとを追ってこの場に来た藤三郎の妻おくるも刺青ばかりはご勘弁をとともども訴えるも、結局藤三郎は泣く泣く刺青を額に入れられる。
一方時政には心掛かりなことがあった。時政の娘時姫は父を裏切り、敵である三浦之助義村を慕ってひとり家を出て、絹川村にいる年老いた三浦之助の母長門を看病していたのである。だがそれを聞いた藤三郎は、自分が時姫を時政のもとに連れてくると言い出し、しかもそれが成功した暁には、時姫と夫婦にさせてくれという。時政はこれを許し藤三郎に時姫奪還を命じ、雑兵用の具足と、自分の使いの者である証拠として短刀を与える。時姫を女房にするというあまりのことに腹を立てるおくるをよそに、藤三郎は具足を着用し短刀を持って絹川村へと向うのであった。
（絹川村閑居の場）絹川村の三浦之助の母長門の住いでは、主である長門が病で布団の上におり、近所の百姓の女房おらちと、藤三郎の女房おくるも来て話をしている。そこへ身分の高そうな御殿女中ふたりが侍たちを連れて現れる。ふたりは北条家の奥に仕える阿波局、讃岐局で、時姫を迎えに来たのだという。しかしその肝心の時姫の姿が見えない。どこへ行ったのかと尋ねると、長門は酒を買いに行かせたというので局たちは「テモマア興がる御有様」とあきれるところへ、時姫が道の向うから戻ってくるのが見える。局たちは侍たちに供をするよう命じるが、その侍たちに付き添われる時姫は、お盆に豆腐をのせ、酒を入れた徳利を手に提げながらやってくるのであった。
阿波局と讃岐局は時姫に、時政のもとに戻るよう説得するが時姫は聞き入れない。ならば自分たちもここに留まり、どこまでも姫にお仕えしようというと、おらちがそこにやってきて買ってきた酒を呑んだり、また時姫に飯の炊き方や味噌汁の作り方を教授しようと、局たちも交えて米を研がせたり、味噌をすらせたりするがそこは御殿育ちの面々、上手く出来ずに大騒ぎ。やがておらちは酒がなくなったので自分で買いに行こうと出て行き、時姫は長門が咳をするので、介抱しようと奥へ入った。
阿波局と讃岐局はやはりどうにかして時姫を取り返したいと案じるが、そこへ雑兵姿の藤三郎が現れる。はじめ藤三郎が時政の使いであるというのを局たちは疑うが、藤三郎が時政から与えられた刀を見せると納得し、時姫のことは藤三郎に任せてひとまずこの家を立ち退く。藤三郎は近くの物陰に隠れる。
（現行の歌舞伎ではここまでの場面は上演されず、このあとから舞台が始まる）
「されば風雅の歌人は、恋とや聞かん虫の音も、沢の蛙の声々も修羅の巷の戦いと」の浄瑠璃で、戦場で負傷した三浦之助義村が登場する。病気の母親のことを気にかけて様子を見に来たのである。三浦之助の姿を見て時姫は駆け寄り介抱する。しかし長門は障子を閉て切って会おうとはせず、武門に生まれながら戦場を離れた息子の未練を叱り、「最早この世で顔合わす子は持たぬぞ。この障子の内は母が城郭、そのうろたえた魂で、薄紙一重のこの城が、破るるものなら破ってみよ」と言い放つ。わが身を恥じた三浦之助は戦場に戻ろうとするが、時姫は「コレのう。せっかく見た甲斐ものう、もう別るるとは曲もない。親に背いて焦がれた殿御、夫婦の固めないうちは、どうやらつんと心が済まぬ」と恋慕の心を打ち明けて離さない。三浦之助は時姫が敵の娘ゆえに信用できぬと告げるが、母への孝心もあってひとまず休息しようと、姫とともに奥へ入る。
だがそのころ、家の表では阿波局、讃岐局と富田六郎が集まって時姫奪還の相談をしていた。時政は藤三郎を使いに立てたものの、やはり心もとなく思って富田をその監視に当てたのだという。そこへおくるがやってきて富田を裏口へ案内し、局たちはその場を立ち去る。
ふたたび奥から出てきた時姫がひとり思案に暮れていると、藤三郎が現れ時政から時姫を助けたら褒美に姫と夫婦にしてやるといわれ、迎えに来たのだと否応なく迫ってくるので、姫は怒って藤三郎が持ってきた短刀で切りつけようとする。驚いた藤三郎は空井戸に飛び込んでしまう。
あまりな父の仕打ちに時姫は、「明日を限りの夫の命、疑われても添われいでも、思い極めた夫は一人」と自害しようとするのを三浦之助が出てきて止め、心底見えたからには父時政を討てと命じる。「思案は如何にとせりかけられ、どちらが重いと軽いとも、恩と恋との義理詰めに、詞は涙もろともに」と姫はためらうも最後は泣く泣く承知する。それを聞いた富田六郎が注進しようとするのを、空井戸から突き出た槍に貫かれ討たれる。「重ねて申し合わせし通り計略外れず」との三浦之助の呼びかけに、槍を持って井戸から現れたのは以前の藤三郎、実は佐々木高綱であった。藤三郎はやはり高綱だったのである。
かつて高綱は藤三郎を自分の身替りに立て敵の目を欺こうとしたが、それは偽者であると露見して身を潜めることになり、また頼家方の旗色は悪くなって最早万策尽きたかに思われた。そこで高綱は最後の手段としておくるとしめし合わせ、藤三郎に成りすましてわざと富田六郎に捕まり、時政の前に出て「地獄の上の一足飛び」すなわちいちかばちかの賭けに出た。それに時政はまんまと騙されて額に刺青まで入れたので、これで誰にも高綱と疑われず自由に動くことができる。そして「百万の大軍より討ち取り難き一人を、打つ謀は姫にありと、密かに三浦へ内通し、牃し合わせし計略外れず、姫の心底極まる上は、大願成就時来たれり」と、今までの事はすべて自分の計略であったと高綱は物語る。
これで反撃の用意は整ったと喜ぶ三浦之助と高綱であったが、母長門は実の親を討たせる申し訳にとわざと時姫の手にかかる。姫と三浦之助は嘆くが、「我が子も嫁も明日は一緒に死出の露」、ふたりが来るのをあの世で待っていると言って長門は息絶え、おくるも夫藤三郎の跡を追って自害する。時姫は未練を捨てて父を討つ覚悟を固め、高綱とともに時政のいる陣所へ、三浦之助も傷ついた身体を押して勇んで戦場へと、それぞれ赴くのであった。

## 解説
この『鎌倉三代記』については、明和6年（1769年）に上演された近松半二ほか作の人形浄瑠璃、『近江源氏先陣館』（おうみげんじせんじんやかた）の続編ともいうべき点も多い所から、翌年の明和7年に上演された『太平頭鍪飾』（たいへいかぶとのかざり）がその前身であり、作者も『近江源氏先陣館』と同じ執筆陣であろうという説が有力である。この『太平頭鍪飾』は初演当時、脚色上問題ありとして二十日ほどで幕府より上演を差し止められてしまった。そこでのちに『鎌倉三代記』と外題を改め、内容にも手を入れて上演するようにしたのである。これが歌舞伎の舞台で初めて取り上げられたのは文化3年（1806年）7月の大坂中の芝居で、高綱は二代目嵐吉三郎、三浦之助は初代市川市蔵、時姫は二代目澤村田之助であった。現在は七段目にあたる「絹川村閑居」の場面のみを上演する。なお紀海音にも同名の作品があり比企能員の謀反を扱った時代物の浄瑠璃だが、今日では浄瑠璃本が残されるのみで全く上演されていない。『鎌倉三代記』という外題はこの浄瑠璃から流用したものである。
作品の背景は大坂の陣を北条氏と御家人との争いに変え、徳川家康を北条時政、千姫を時姫、真田幸村を佐々木高綱、木村重成を三浦之助、後藤又兵衛を和田兵衛、淀君を宇治の方、豊臣秀頼を源頼家にそれぞれ当てはめる。時政が時姫救出を命じる件りは、大坂夏の陣における坂崎出羽守の故事に因んでおり、また浄瑠璃の文句にも「名にしおう坂本の総大将と類いなき」で「大坂」をさりげなく織り込んでいるなど、随所にその当て込みがちりばめられている。
現行の歌舞伎の舞台では三浦之助の登場から芝居が始まるが、もとは上のあらすじで紹介したようにその前に、時姫が迎えの侍たちを連れた大時代な行列に豆腐を持って登場する「豆腐買」、村の女房おらちが姫たちに飯の炊き方などを教授する「米とぎ」というユーモラスな場面が演じられていた。これらは通常カットされているが、文楽では演じられている。また「庄野宿陣所」は原作の浄瑠璃では六段目の後半部分に当たるが、これも現在は歌舞伎での上演が絶えている。しかし三浦之助の登場からでは、初めてこの芝居を見る者にとってはとうてい話が飲み込めないので、参考のためにあえてそのあらすじも掲載した。
前半部のクライマックスは、母に咎められ出陣しようとする三浦之助を時姫が止める件で、美しい男女が「思いは弱る後ろ髪」の浄瑠璃で弓を使ってポーズを決める個所は一番の見どころでもある。三浦之助と時姫が奥に引っ込んだ後、脇を固める奥女中の讃岐局、阿波局、藤三郎の女房おくる、富田六郎など活躍する場面が舞台を半廻しにして演じられる。ただし古くは半廻しではなく180度廻していた。時政の手がそこまで伸びているという緊張感をもたらすことで後半部の佐々木の登場に繋がっていき、腕の良い脇役が求められるところでもある。
この作品のヒロイン時姫は「三姫」の一つに数えられる難役で、「赤姫」と呼ばれる華麗な深紅の衣装に気品さと可憐さが求められ、さらに恋人のために深窓の出にもかかわらず手ぬぐいをかぶって米を炊いだり、果てには父を殺す決意をする気の強さも持ち合わせなければならない。近代では五代目と六代目の中村歌右衛門が双璧とされた。五代目は「太陽のように輝いていた」と三宅周太郎に絶賛されるなど一番の当たり役であった。対する三浦之助は、前髪姿ながらも智将の印象が求められ、初代中村鴈治郎や十五代目市村羽左衛門などが当り役としていた。
初代鴈治郎の三浦之助については、次のような話がある。昭和8年（1933年）12月京都南座顔見世のこと、初代鴈治郎は病で体力が弱っていたが三浦之助で出ると決まった。その扮装の鎧が重いだろうと周囲が止めたが、「アホか！鴈治郎とあろう者が軽い鎧着て出られると思てんのか！」と一喝していつもの鎧を着た。だが、二日目になると「軽いのにしてくれ」と言いだし、三日目には休場、そのまま舞台に立つことなく没した。ファンは「さすが成駒屋はんや。最後まで緋おどしの鎧着てはったな」と名優を偲んだという。
百姓籐三郎じつは佐々木高綱は、前半の軽妙洒脱な道化役めいた所と後半の豪華で貫禄充分な英雄との対比が必要で、正体見あらわしの際に舌を出して両手を下げる「幽霊見得」や、ぶっかえりで濃紺の古銭模様の衣装（真田の六文銭にちなむ）へ引き抜くところなど仕どころのある役である。数多くの名優により演じられ、明治期の四代目中村芝翫や戦前戦後期の初代中村吉右衛門、最近では十七代目中村勘三郎、松本白鸚、五代目中村富十郎などが名高いが、特に二代目実川延若のは古怪さとコクのある演技が見事に混ざり合ったハイレベルの高綱であった。なお芝翫の型では井戸からの出には藤三郎の衣装に仁王襷をかけ、ぶっかえりは行わないが、八代目坂東三津五郎によればこの高綱のぶっかえりは明治以降行なわれるようになったもので、それまでは芝翫型が標準の扮装だったという。ぶっかえる場所は、普通「地獄の上の一足飛び」の台詞で「幽霊見得」とともに行うが、初代吉右衛門は「何しおう坂本の総大将と類なき」の件で行った。
幕切れ近くに長門が死ぬ件りはやはり通常省略される。おくるが自害する場面があるが、これは原作の浄瑠璃には無いものである。そして幕切れは、負傷して一旦失神した三浦之助を高綱が弓で打って正気に戻した後、左に三浦之助が弓で身体を支えて立ち、右に時姫が三浦之助に寄ろうとするのを真ん中に立った高綱が左手に持った槍で押さえ、右手で軍扇をかざすという絵面の見得で幕となる。古くは三浦之助が舞台から花道を経て一散に退場し、残る二人が見送るという型をとっており、昭和4年6月の歌舞伎座で十五代目羽左衛門が演じた記録がある。
ちなみにその後の展開は、三浦之助は討死、時姫はいったんは父時政を討つと決心したものの果たせず最後には自害し、高綱は頼家とともに琉球へ逃れるということで完結となっている。

## 主な登場人物
- 三浦之助義村…木村重成がモデル。美貌で勇敢な若武者。時政との戦いに負傷するが、時姫が自身に恋している事を利用して佐々木高綱とともに時政暗殺を謀る。
- 時姫…千姫がモデル。北条時政の娘。父の敵である三浦之助のためならすべてを尽くす情熱的な性格である。
- 佐々木高綱…真田幸村がモデル。勇猛な智将。自分と瓜二つの百姓藤三郎になりすまし、時政より姫救出を命じられる。本物の藤三郎は『近江源氏先陣館』ですでに高綱の身替りとなって死んだということになっているが、その身替りは偽者と見破られており、それで高綱に似た百姓藤三郎じつは本物の高綱が富田六郎に捕まるという話になっている。
- おくる…藤三郎の女房。夫が高綱の身代りになるのを了承し、その後も高綱の計略に沿って行動する。
- 長門…三浦之助の母。気丈な性格だが病の身を絹川村の一軒家で休めている。なお長門という名は歌舞伎での上演の際に付けられたもので、原作の浄瑠璃では単に三浦之助の母としており名は無い。
- 富田六郎…時政の陪臣。藤三郎に化けた高綱を捕らえ、さらに時政の命をうけ絹川村に潜伏するが、最後は高綱に殺される。
- 讃岐局…時姫に仕える上﨟。時政の命をうけ姫を迎えに来たが、そこで米とぎなどをするはめに…。
- 阿波局…時姫に仕える上﨟。讃岐局と同じく姫を迎えに来た。